# Омська ТЕЦ-4
Омська ТЕЦ-4 — теплова електростанція в Омській області Росії.
Перший котел та турбіну ТЕЦ ввели в дію у 1965 році, всього ж в межах першої черги запустили три постачені з Чехословаччини парові турбіни потужністю по 50 МВт.
З 1968 по 1982 роки стали до ладу ще дев'ять парових котлів, з них щонайменше два виробництва Барнаульського котельного заводу типу БКЗ-320-140 продуктивністю по 320 тонн пари на годину (станційні номери 4, 5) та щонайменше шість типу БКЗ-420-140 продуктивністю по 420 тонн пари на годину (номери 7 — 12). Це дало змогу доповнити ТЕЦ ще шістьома паровими турбінами:
- двома виробництвами Ленінградського металічного заводу типу Р-50-130/15 потужністю по 50 МВт (станційні номери 4 та 5);
- двома введеними в 1971 та 1972 роках турбінами від Уральського турбінного заводу типу Т-100-130 потужністю по 100 МВт (номери 6 та 7);
- однією виробництва Уральського турбінного заводу типу Р-100-130 потужністю 100 МВт (номер 8);
- однією від Уральського турбінного заводу типу ПТ-135/165-130/15 потужністю 135 МВт (номер 9).

Таким чином, загальна електрична потужність станції досягнула 685 МВт. Також є інформація, що теплову потужність збільшили за рахунок двох водогрійних котлів.
З плином часу застаріле обладнання виводили з експлуатації. Першими через нестачу запасних частин вивели турбіни чехословацького виробництва. У 2011-му зупинили турбіну № 5, також станом на 2017-й вивели котли № 5 та № 10. У 2015-му турбіну № 8 поставили на довгострокову консервацію.
Таким чином, станом на 2017 рік електрична потужність ТЕЦ (без законсервованого обладнання) рахувалась як 385 МВт.
Станція розрахована на спалювання вугілля. Наприкінці 1980-х в район Омська по трубопроводу СРТО – Омськ почав надходити природний газ, проте на ТЕЦ-4 на нього перевели лише один з котлів.
Для видалення продуктів згоряння призначено два димарі, один з яких сягає висоти 258 метрів.
Видача продукції відбувається під напругою 110 кВ.